# بندورو
بَندورو (بالإيطالية والإنجليزية: Pandoro، وتعني الخبز الذهبي) هو خبز حلو إيطالي تقليدي وهو الأكثر شهرة في عيد الميلاد ورأس السنة الجديدة. عادةً ما يكون منتجًا من منتجات فيرونة، يتشكل البَندورو تقليديًا مثل جذع نجمة بثمانية رؤوس.
يُقدم مع مسحوق السكر برائحة الونيلية المصنوع ليشبه القمم الثلجية لجبال الألب الإيطالية خلال عيد الميلاد.

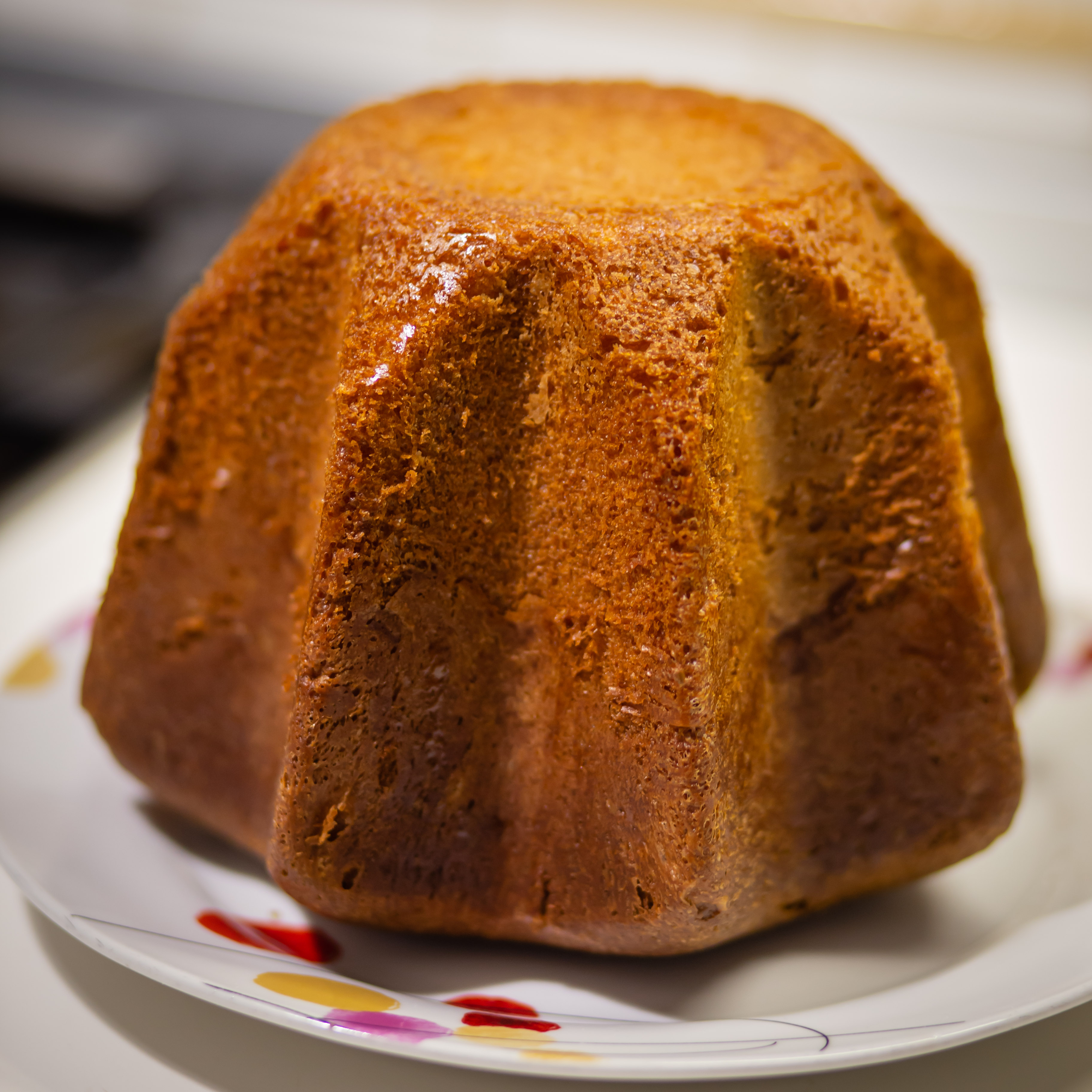
بَندورو